# Conodon
Conodon is een geslacht in de familie Haemulidae, orde Baarsachtigen (Perciformes).

## Soorten
- Conodon macrops Hildebrand, 1946
- Conodon nobilis Linnaeus, 1758 – Gestreepte knorvis
- Conodon serrifer Jordan & Gilbert, 1882